# Hypocaccus brasiliensis
Hypocaccus brasiliensis är en skalbaggsart som först beskrevs av Gustaf von Paykull 1811.  Hypocaccus brasiliensis ingår i släktet Hypocaccus och familjen stumpbaggar. Inga underarter finns listade i Catalogue of Life.